# Trophée Kharlamov
Pour les articles homonymes, voir Kharlamov.
Le trophée Kharlamov, baptisé en l'honneur de Valeri Kharlamov, est attribué annuellement au meilleur joueur russe, suivant le vote de ses pairs. Il est attribué depuis la saison 2002-2003. Il était uniquement remis au meilleur joueur russe de la Ligue nationale de hockey jusqu'en 2015 ; depuis 2016 il est attribué au meilleur joueur russe de la saison, quelle que soit la ligue dans laquelle il évolue.

## Liste des vainqueurs
- 2002-2003 : Sergueï Fiodorov
- 2003-2004 : Ilia Kovaltchouk
- 2004-2005 : lockout, pas de vainqueur
- 2005-2006 : Aleksandr Ovetchkine
- 2006-2007 : Aleksandr Ovetchkine
- 2007-2008 : Aleksandr Ovetchkine
- 2008-2009 : Aleksandr Ovetchkine
- 2009-2010 : Aleksandr Ovetchkine
- 2010-2011 : Pavel Datsiouk[2]
- 2011-2012 : Ievgueni Malkine
- 2012-2013 : Pavel Datsiouk
- 2013-2014 : Aleksandr Ovetchkine
- 2014-2015 : Aleksandr Ovetchkine
- 2015-2016 : Artemi Panarine
- 2016-2017 : Ievgueni Malkine
- 2017-2018 : Aleksandr Ovetchkine
- 2018-2019 : Nikita Koutcherov